# Бинето
Бинѐто (на италиански: Binetto, на местен диалект Binetto, Венете) е село и община в Южна Италия, провинция Бари, регион Пулия. Разположено е на 170 m надморска височина. Населението на общината е 2184 души (към 2013 г.).